# L'isola degli agguati
L'isola degli agguati (Murder in Trinidad) è un film del 1934 diretto da Louis King.

## Produzione
Il film fu prodotto dalla Fox Film Corporation

## Distribuzione
Distribuito dalla Fox Film Corporation, il film uscì nelle sale USA il 16 maggio 1934.

### Date di uscita
- Turchia	1934
- USA	16 maggio 1934
- Danimarca	21 gennaio 1935
- USA	29 agosto 2008	 (Cinecon Film Festival)

Alias
- Murder in Trinidad  	USA (titolo originale)
- I mavri kolasis  	Grecia (transliterated ISO-LATIN-1 title)
- L'isola degli agguati	Italia
- Mörder in Trinidad  	Austria
- Mordgåden på Trinidad  	Danimarca
- Siyah gölgeler  	Turchia (titolo Turco)